# Ryszard Brykowski
Ryszard Brykowski (ur. 8 stycznia 1931 w Kołomyi, zm. 5 sierpnia 2017) – polski historyk sztuki, profesor nauk humanistycznych, specjalista w zakresie drewnianej architektury sakralnej, historii sztuki, inwentaryzacji i konserwacji zabytków.

## Życiorys
Urodził się w Kołomyi, po 1945 osiadł w Radomiu, gdzie ukończył Liceum im. Jana Kochanowskiego. Studiował na Katolickim Uniwersytecie Lubelskim. Po studiach wyjechał do Warszawy, gdzie wkrótce związał się z Instytutem Sztuki PAN, gdzie pracował przez ponad 45 lat. W latach 1980–1982 był również wykładowcą przy Katedrze Sztuki Średniowiecznej Powszechnej (Katedra Historii Sztuki Europejskiej) KUL. W 1994 uzyskał tytuł profesora nauk humanistycznych. Był Honorowym Członkiem Polskiego Komitetu Narodowego ICOMOS.
W pracy naukowej zajmował się historią architektury drewnianej, inwentaryzacją i konserwacją zabytków, a także dziejami Pokucia i Huculszczyzny. Był autorem cenionych publikacji dotyczących architektury sakralnej na ziemiach południowo-wschodnich Rzeczypospolitej, w tym architektury cerkiewnej.
Był twórcą i kierownikiem działającego przy Stowarzyszeniu „Wspólnota Polska” Ośrodka ds. Polskiego Dziedzictwa Kulturowego poza Granicami Kraju.
Przez wiele lat związany z harcerstwem. W latach 1945–1949, 1957–1961 i 1968 był członkiem ZHP, w 1981 współtworzył Niezależny Ruch Harcerski, w latach 1989–1993 był członkiem Rady Naczelnej ZHR.
Został pochowany na Cmentarzu Wojskowym na Powązkach (kwatera 5B-4-14).

## Odznaczenia
W związku z działalnością we „Wspólnocie Polskiej” odznaczony przez prezydenta Bronisława Komorowskiego Krzyżem Komandorskim Orderu Odrodzenia Polski – „za wybitne zasługi dla Polonii na świecie, za promowanie Polski oraz działalność na rzecz krzewienia polskich tradycji i kultury”. Ponadto otrzymał m.in. Złoty Medal Zasłużony Kulturze „Gloria Artis” i – z rąk Benedykta XVI – Order Świętego Grzegorza Wielkiego.

## Wybrana bibliografia autorska
- 49 Huculski Pułk Strzelców („Ajaks”; przy współpracy „Zbroi”, Pruszków, 1992; ISBN 83-85621-03-2)
- Drewniana architektura cerkiewna: na koronnych ziemiach Rzeczypospolitej (Towarzystwo Opieki nad Zabytkami, Warszawa, 1995; ISBN 83-902793-7-1)
- Drewniana architektura kościelna w Małopolsce XV wieku (Ossolineum, Wrocław, 1981; ISBN 83-04-00826-2)
- Drewniane kościoły w Małopolsce Południowej (Zakład Narodowy im. Ossolińskich, Wrocław, 1984; ISBN 83-04-00909-9)
- Kołomyja – jej dzieje, zabytki („Wspólnota Polska”, Warszawa, 1998; ISBN 83-910255-3-5)
- Legenda i dzieje cudownego obrazu Matki Bożej Kołomyjsko-Pokuckiej (Bydgoski Dom Wydawniczy Margrafsen, Bydgoszcz, 2012; ISBN 978-83-63921-44-6)
- Łemkowska drewniana architektura cerkiewna: w Polsce, na Słowacji i Rusi Zakarpackiej (Zakład Narodowy im. Ossolińskich, Wrocław, 1986; ISBN 83-04-01989-2)
- Sztuka Rumunii (Zakład Narodowy im. Ossolińskich, Wrocław, 1979; ISBN 83-04-00121-7 wspólnie z Tadeuszem Chrzanowskim i Marianem Korneckim)
- Urbanistyka i architektura Radomia (Wydawnictwo Lubelskie, Lublin 1979; ISBN 83-222-0016-1 pod red. Wojciecha Kalinowskiego)
- Zabytki architektury i budownictwa w Polsce. Z. 13, Województwo rzeszowskie (Państwowe Wydawnictwo Naukowe, Warszawa, 1973)